# Viimne reliikvia
Viimne reliikvia (Het laatste relikwie) is een Estse avonturenfilm uit 1969 onder regie van Grigori Kromanov.

## Verhaal
Tijdens de Lijflandse Oorlog is een klooster op zoek naar een relikwie van de Heilige Birgitta om zeker te zijn van bescherming. Een edelman belooft het relikwie te vinden op voorwaarde dat hij de schone Agnes mag huwen. De kloosterlingen bedenken echter een listig plan.

## Rolverdeling
| Acteur                | Personage          |
| --------------------- | ------------------ |
| Aleksandr Goloborodko | Gabriel            |
| Ingrida Andrina       | Agnes              |
| Elza Radzina          | Abdis              |
| Rolan Bõkov           | Broeder Johannes   |
| Eve Kivi              | Ursula             |
| Uldis Vazdiks         | Siim               |
| Raivo Trass           | Hans von Risbieter |
| Peeter Jakobi         | Ivo                |
| Karl Kalkun           | Rebellenleider     |